# هيدروكسي بوبروبيون
هيدروكسي بوبروبيون (الاسم الرمزي BW 306U)، أو 6-هيدروكسي بوبروبيون: هو المستقلب النشط الرئيسي لمضاد الاكتئاب وعقار الإقلاع عن التدخين بوبروبيون ، يتكون من البوبروبيون بواسطة إنزيم الكبد CYP2B6 أثناء عملية التمثيل الغذائي للمرور الأول  مع علاج البوبروبيون عن طريق الفم، يوجد هيدروكسي بوبروبيون في البلازما في المنطقة الواقعة أسفل تركيزات المنحنى التي تزيد 16 إلى 20 مرة عن تلك الموجودة في البوبروبيون نفسه ، مما يدل على تحول واسع النطاق للبوبروبيون إلى هيدروكسي بوبروبيون في البشر ، على هذا النحو من المرجح أن يلعب هيدروكسي بوبروبيون دورًا مهمًا للغاية في تأثيرات البوبروبيون الفموي، والذي يمكن اعتباره بشكل دقيق بمثابة دواء أولي لهيدروكسي بوبروبيون.

## علم العقاقير

### الديناميكا الدوائية
بالمقارنة مع البوبروبيون، فإن هيدروكسي بوبروبيون مشابه في فعاليته كمثبط لإعادة امتصاص النوربينفرين (IC 50 = 1.7 ميكرومتر)، ولكنه أضعف إلى حد كبير كمثبط لاسترداد الدوبامين (IC 50 => 10 ميكرومتر). مثل البوبروبيون، يعتبر هيدروكسي بوبروبيون أيضًا مضادًا غير تنافسي لمستقبلات nACh ، مثل α <sub id="mwLQ">4</sub> β <sub id="mwLg">2</sub> و α <sub id="mwMA">3</sub> <sub id="mwMQ">4</sub> ، ولكنه أكثر فاعلية بالمقارنة.

### الدوائية
يُمتص البوبروبيون على نطاق واسع وسريع في الجهاز الهضمي، لكنه يواجه عملية التمثيل الغذائي التمريري الأول على نطاق واسع مما يجعل التوافر البيولوجي النظامي له محدودًا. لم يتم بعد تحديد التوافر البيولوجي الدقيق نظرًا لعدم وجود شكل في الوريد. يُقترح أن يكون الامتصاص بين 80-90٪. يتراوح عمر النصف لتوزيعه بين 3-4 ساعات ويظهر ارتباطًا معتدلًا ببروتين البلازما البشري (بين 82-88٪) مع المركب الأصلي وهيدروكسي بوبروبيون الذي يظهر أعلى تقارب. البوبروبيون هو خليط راسيمي ويتم استقلابه عن طريق الكبد بشكل أساسي عن طريق الانقسام التأكسدي لسلاسله الجانبية بواسطة CYP2B6. Hydroxybupropion هو أقوى المستقلبات. يتكون عن طريق «هيدروكسيل مجموعة ثلاثي-بيوتيل» بواسطة CYP2B6 ويتم إفرازه كلويًا. تبلغ قيم C max من hydroxybupropion 4-7 مرات من bupropion ، بينما يكون التعرض لـ hydroxybupropion «10 أضعاف» من bupropion. يبلغ عمر النصف للتخلص من Hydroxybupropion حوالي 20 ساعة، ويمنح أو يستغرق 5 ساعات وسيصل إلى تركيزات الحالة الثابتة في غضون 8 أيام.

## كيمياء
Hydroxybupropion هو خليط راسيمي من (R ، R)-hydroxybupropion و (S ، S) -hydroxybupropion.

## بحث
على الرغم من وجود براءات اختراع تقترح استخدامات وتركيبات هذا المركب، لا يتم تسويق هيدروكسي بوبروبريون حاليًا كدواء في حد ذاته ولا يتوفر إلا للاستخدام في الأبحاث غير السريرية. Hydroxybupropion ليس دواءً مجدولاً أو مادة خاضعة للرقابة. يمكن للمرء الوصول إلى وثائق GLP (الممارسات المعملية الجيدة) التي توضح تفاصيل الاختبارات / التقنيات لإجراء مزيد من البحث وعزل هذا الدواء. خلاف ذلك، هناك القليل من البيانات التنظيمية المتاحة لهيدروكسي بوبروبيون في هذا الوقت. علاوة على ذلك، هناك القليل من المعلومات التي تشير إلى احتمال إساءة استخدام هيدروكسي بوبروبيون. ومع ذلك، فقد تمت دراسته كعلاج محتمل لاستخدام الكحول والنيكوتين كدواء مشفر.
هناك عدد قليل من التجارب السريرية أو دراسات السموم التي تقيِّم هيدروكسي بوبروبيون وحده في هذا الوقت. هناك دراسات سريرية تقيم هيدروكسي بوبروبيون بالتزامن مع البوبروبيون مما يشير إلى أن هيدروكسي بوبروبيون هو الشكل الأساسي للمركب المسؤول عن فعاليته السريرية. أيضًا، تم تقييم توصيل البوبروبيون والهيدروكسي بوبروبيون عبر الجلد لإيجاد أن البوبروبيون هو المرشح الأفضل نظرًا لمعدل انتشاره المرتفع من خلال عينات الجلد. هناك عدد قليل من دراسات السموم التي تقيم هيدروكسي بوبروبيون وحده في هذا الوقت. ومع ذلك، هناك بعض الدراسات التي تقيم هذا المركب بالاقتران مع الآخرين أو المركب الأصلي.